# VfL Benrath
Verein für Leibesübungen Benrath 1906 e. V. é uma agremiação esportiva alemã, fundada a 16 de abril de 1906, sediada em Benrath, na Düsseldorf, no estado da Renânia do Norte-Vestfália.

## História
Foi estabelecido em 1906 como Benrather Fußball Club. Em 1910, se fundiu com Fußball Club Hohenzollern Benrath-Hassels para se tornar Benrather Fußball Verein. A junção ocorreu a 12 de julho de 1919 com o clube de ginástica Turnclub Benrath adotando o nome Verein für Leibesübungen Benrath 1906. Uma outra união em 1921 com outro clube ginástica, Turnverein 1881 Benrath, levou à formação do Turn- und Sportgemeinde 1881 Benrath. Contudo, essa parceria foi de curta duração e terminou em 1923.
O VfL fez sua primeira aparição no cenário nacional em 1930, depois de uma temporada de sucesso na liga regional alemã do oeste. O time foi eliminado dos play-offs nacionais ao perder nas oitavas de final para o Eintracht Frankfurt. Uma vitória na Westdeutscherpokal (West German Cup) impulsionou a equipe para o play-off de nível nacional, mais uma vez, em 1932, e novamente capitulou nas oitavas de final diante do Hamburger SV por 3 a 1. Outra vitória na Westdeutscherpokal, em 1933, foi seguida por eliminação nas oitavas, por 2 a 0, diante do TSV 1860 München.
Em 1933, o futebol alemão foi reorganizado sob o regime do Terceiro Reich, em 16 divisões regionais. O VfL então tomou parte da Gauliga Niederrhein. Ele arrematou títulos de divisões consecutivas, em 1934 e 1935. Na fase play-off de 1935 a equipe caiu na fase semifinal ao ser derrotado por 4 a 2 pelo VfB Stuttgart. Depois de um segundo lugar na temporada seguinte, o desempenho caiu drasticamente e o time passou sufoco para permanecer na Gauliga. Acabaria sofrendo o descenso em 1939, mas voltou na temporada 1941-1942, permanecendo na competição da primeira divisão até o final da Segunda Guerra Mundial. Durante esse período o clube fez aparições (1935, 1936, 1939) nas primeiras fases da Tschammerpokal, antecessora da atual DFB-Pokal (Copa da Alemanha).
Imediatamente após a guerra, o Benrath atuou na Bezirksliga Berg-Mark e avançou para a fase final da Niederrhein, na qual perdeu na decisão para o SC Rot-Weiß Oberhausen-Rhld. 1904 por 2 a 0. Em 1947, fez parte da Landesliga Niederrhein (III) e, em 1949, se classificou para a 2. Oberliga West (II), na qual permaneceu por uma única temporada. Voltaria por mais uma única temporada na segunda divisão, em 1954-1955, antes de conquistar uma Amateurliga Niederrhein (III) em 1957. Venceu o campeonato alemão amador ao bater por 4 a 2 o BFC Alemannia 90 Wacker e voltou para a 2. Liga-Oeste para uma temporada de cinco anos de duração. 
O VfL participou de campanhas piores até finalmente ser rebaixado em 1962 para a Amateurliga Niederrhein (III). Depois de mais de uma década de resultados indiferentes, chegando à competição de menor nível local, em 1973, passando a atuar na Fußball-Kreisliga.

## Títulos
- Westdeutscherpokal (West German Cup) Campeão: 1932, 1933;
- Gauliga Niederrhein (I) Campeão: 1934, 1935;
- German amateur champions: 1957;
- Bezirksliga (Grupo 1) Campeão: 2012;